# مراكز الابتسامات الصغيرة لطب الأسنان

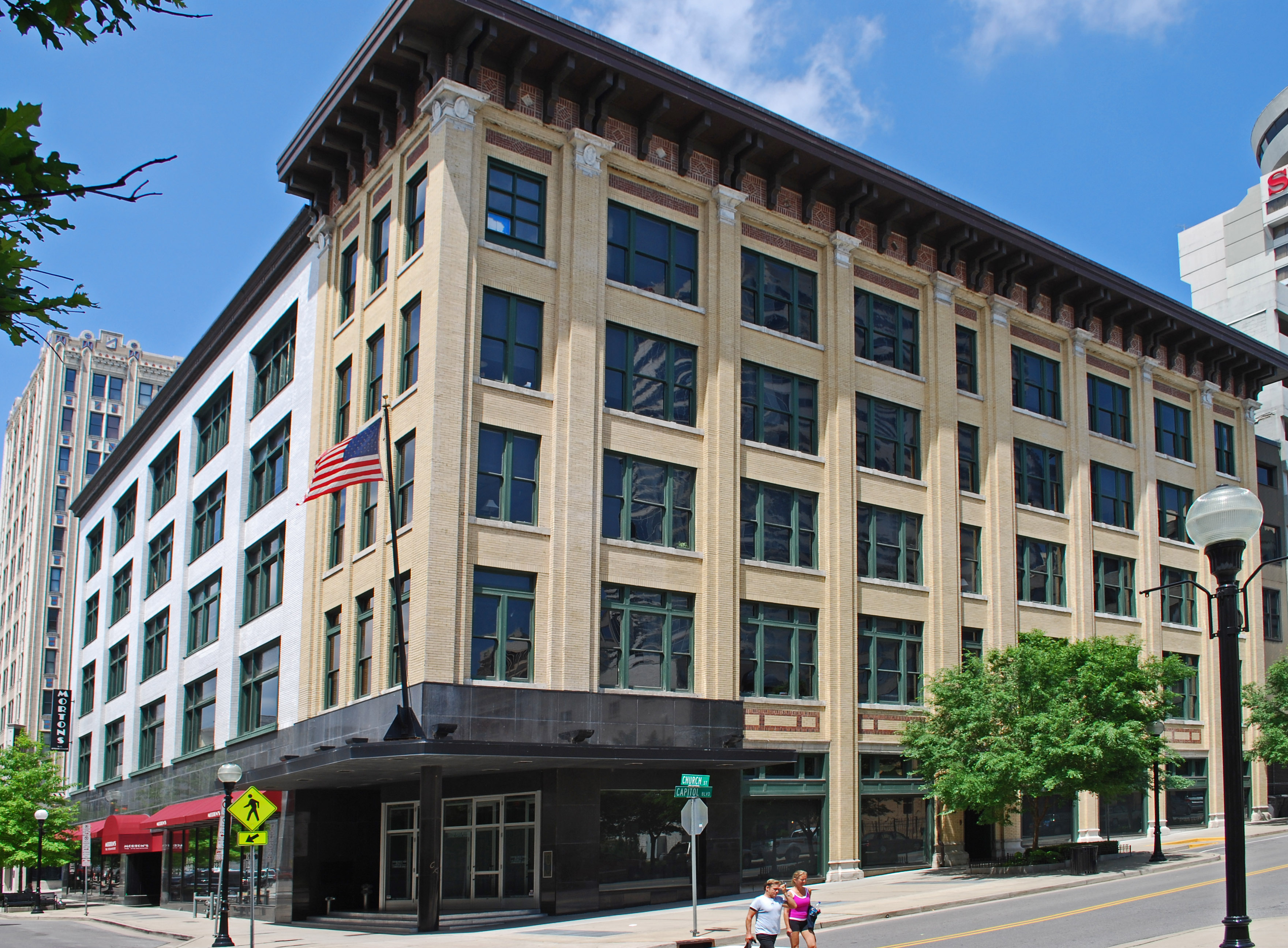
مبنى كاستنر نوت، مقر مراكز الابتسامات الصغيرة

مراكز الابتسامات الصغيرة لطب الأسنان (بالإنجليزية: Small Smiles Dental Centers): كانت مراكز الابتسامات الصغيرة لطب الأسنان سلسلة أمريكية مملوكة للقطاع الخاص من عيادات طب الأسنان تركز على خدمة الأطفال من الأسر ذات الدخل المنخفض. يقع المقر الرئيسي للشركة الأم في تشيرش ستريت هيلث مانجمينت، في الجناح 520 من مبنى كاستنر نوت في ناشفيل، تينيسي.
اعتبارًا من عام 2010، كانت تشيرش ستريت (المعروفة سابقًا باسم فوربا هولدينج LLC أو فوبرا) أكبر شركة لإدارة طب الأسنان في الولايات المتحدة، ولفترة ما كانت أكبر سلسلة طب أسنان للأطفال في الولايات المتحدة. اعتبارًا من مارس 2014، كان لدى مركز ابتسامات صغيرة 53 مكتبًا، وذكرت أنها تخدم مئات الآلاف من الأطفال سنويًا. اعتبارًا من سبتمبر 2021، بدا أن للابتسامات الصغيرة موقع واحد في رينو، نيفادا.

على مدار تاريخ السلسلة، واجهت اتهامات بتقديم رعاية أسنان غير ضرورية وضبط النفس غير اللائق للمرضى الأطفال. في يناير 2010، اكتسب اهتمامًا وطنيًا عندما قام فوبرا بتسوية مزاعم قانون المطالبات الكاذبة مع وزارة العدل الأمريكية مقابل 24 مليون دولار. اعتبارًا من 1 يناير 2011، غيرت فوبرااسمها إلى اسمها الحالي، تشيرش ستريت هيلث مانجمينت. كان الاسم الجديد إشارة إلى عنوان شارع مقر الشركة الرئيسي.

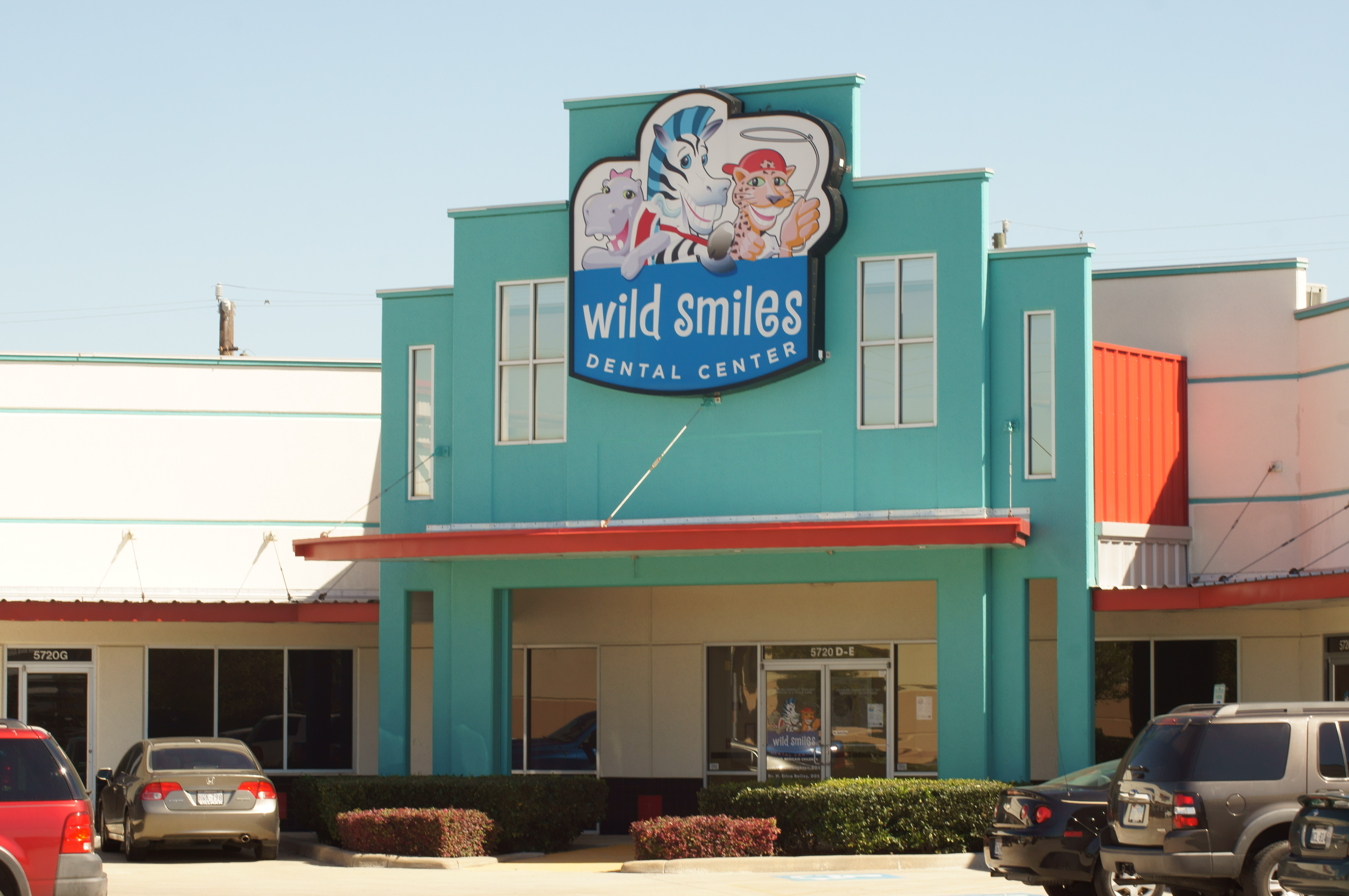
مركز وايلد سمايلز لطب الأسنان في هيوستن

تقدمت بطلب لإفلاس الفصل السابع في 5 فبراير 2015.
تعمل عيادات الابتسامات الصغيرة تحت أسماء متعددة، بما في ذلك عيادة طب الأسنان للأطفال، عيادة إنديان سبرينغز للأسنان، عيادة أوكلاهوما سمايلز، طب الأسنان سمول سمايلز، تكساس سمايلز والابتسامات البرية.

## تاريخ

### كممارسة عائلية
مراكزابتسامات صغيرة نشأت من عيادة الأسنان التي تم افتتاحها في عام 1928 في بويبلو، كولورادو. في البداية كانت مراكز ابتسامات صغيرة عبارة عن شركة مملوكة للعائلة ترأسها عائلة دي روز الإيطالية الأمريكية من بويبلو وطبيب أسنان في دنفر بولاية كولورادو يدعى وليام مولر. تخرج برونو دي روز، مؤسس هذه الممارسة، من كلية طب الأسنان في عام 1928. افتتحت عيادة دي روز لطب الأسنان في ذلك العام. في عام 1961، بدأ إدوارد ديرو، والد مايكل ديروز، ممارسة طب الأسنان. بعد إنشاء برنامج ميديكيد في عام 1967، كان مكتب بويبلو دي روز من أوائل المكاتب التي تقبل المساعدة الطبية. بدأ مايكل دي روز، خريج كلية طب الأسنان بجامعة كريتون، ممارسة ابتسامات صغيرة في عام 1982. وفقًا لمايكل دي روز، قدم دان دي روز بعض خدمات الإدارة والتسويق. كان لكل من مولر، أدولف بادولا وعم مايكل دي روز، بعض المصالح المالية في بعض العيادات.
في عام 1995، افتتحت ثاني عيادة ابتسامات صغيرة في كولورادو سبرينغز، كولورادو. ازداد العمل بعد افتتاح العيادة. خلال التسعينيات، تم افتتاح ثلاثة مكاتب إضافية لمراكز الابتسامات الصغيرة في كولورادو ونيو مكسيكو.
اشترى مايكل دي روز لاحقًا سلسلة من عيادات الأسنان في كارولينا الشمالية، ومراكز ميديكيد لطب الأسنان، وتشغيل عيادات سمايل ستارترز ومركز كارولينا لطب الاسنان.
في عام 2000، بدأت مراكز ابتسامات صغيرة في التوسع في جميع أنحاء الولايات المتحدة. خلال ذلك العام، تم تشكيل، فوبرا، LLC (لتحسين الوصول)، لتوفير رعاية الأسنان للأطفال في جميع أنحاء الولايات المتحدة.
في مايو 2004، كان لعائلة دي روز حصة مالية في 21 عيادة أسنان في ثماني ولايات، بما في ذلك أريزونا وكولورادو وجورجيا وإنديانا وكانساس ونيو مكسيكو وكارولينا الشمالية وكارولينا الجنوبية. يعمل في العيادات 70 طبيب أسنان. بحلول 29 مايو من ذلك العام، كانت عيادات الأسنان التي تم افتتاحها مؤخرًا في فلورنسا، كارولينا الجنوبية، كانساس سيتي وكانساس. قال فوجرين إن عائلة ديروز «بَنَت شيئًا من سلالة الأسنان». اعتبارًا من أكتوبر 2004، داخل ولاية كولورادو، كان لدى مراكز ابتسامات صغيرة عيادات في أورورا، كولورادو سبرينغز، دنفر، بويبلو وثورنتون. اعتبارًا من ذلك العام، ذهبت الغالبية العظمى من الأطفال ذوي الدخل المنخفض في برنامج ميدكايد في مقاطعة الباسو إلى مراكز ابتسامات صغيرة. كما أبرمت الشركة أيضًا اتفاقية إعلان مع مدرسة دائرة مدارس كولورادو سبرينغز 11. اعتبارًا من 20 مايو 2004، كان لدى عيادات كولورادو 25 طبيب أسنان. كان اثنان من أطباء أسنان الأطفال والآخرون من أطباء الأسنان العامين. وفقًا لدرتسة عبر الهاتف من جريدة كولورادو سبرينجز جازيت، وبصرف النظر عن مراكزالابتسامات الصغيرة، فإن عددًا قليلاً من مكاتب طب الأسنان الأخرى في كولورادو سبرينغز استقبلت المرضى الذين كانوا في برنامج ميديكيد.
بحلول عام 2004، ذكرت صحيفة كولورادو سبرينغز جازيت أن مراكز ابتسامات صغيرة استخدمت ألواح البابوز ما يقرب من 7000 مرة في فترة 18 شهرًا واحدة. وفقًا لسجلات ولاية كولورادو، قال مايكل وإدوارد ديروز إنهم استخدموا ألواح البابوز حتى يتمكنوا من القيام بأعمال طب الأسنان على أعداد أكبر من الأطفال بطريقة أسرع. تعلم أطباء الأسنان من ولايات أخرى طريقة لوح البابوز في كولورادو وبدأوا في ممارسة هذه الطريقة في ولايات أخرى. نتيجةً لذلك، أنشأ مجلس كولورادو لفاحصي الأسنان لجنة معيّنة لقانون ولاية كولورادو الجديد الذي يحظر استخدام ألواح البابوز للأطفال ما لم يستنفد طبيب الأسنان الاحتمالات الأخرى للتحكم في سلوك الطفل، وإذا كان طبيب الأسنان يستخدم لوح بابوز، فإنه يجب عليه أو عليها توثيق سبب استخدام هذا اللّوح في سجل المريض. في تطور ذي صلة، تعرضت مراكز ميديكيد لطب الأسنان للنيران في عام 2003 عندما أبلغت WCNC-TV في شارلوت بولاية شمال كارولينا عن العديد من التجارب المؤلمة لمرضاها، بما في ذلك الاستخدامات الليبرالية لألواح البابوز وطفل واحد لديه 16 من أسنانه اللبنية مغطاة في جلسة واحدة.
كُشفت قصة في 9 مايو 2004 في جريدة كولورادو سبرينجز جازيت أن الأطفال خضعوا لكميات كبيرة من أعمال الأسنان في العيادات. في فترة 14 شهرًا حتى 20 مايو 2004، فرضت العيادات أكثر من 16 مليون دولار على رسوم طب الأسنان في برنامج ميديكيد، وكشفت السجلات من حكومة ولاية كولورادو أن العديد من الأطفال قد حفروا أكثر من 10 أسنان وأعطوا أغطية فضية في زيارة واحدة. وضع مكتب ولاية كولورادو ميديكيد حدًا يوميًا على التيجان (تيجان الأسنان) المصنوعة من الفولاذ المقاوم للصدأ لتقليل المدفوعات. في أبريل 2004، قال مايكل ديروز أن الأطفال في مراكز الابتسامات الصغيرة لديهم احتياجات أسنان شديدة. كما أبلغ مجلس ولاية كولورادو لطب الأسنان عن إدوارد دي روز، مايكل دي روز ومولر إلى قاعدتي بيانات وطنيتين تعملان كغرف مقاصة للمعلومات حول الإجراءات المرفوعة ضد أطباء الأسنان. قدم آل دي روزيز ومولر شكوى تطالب مجلس الإدارة بإزالة أسمائهم.
تم افتتاح 47 عيادة ابتسامات صغيرة لطب الأسنان وغيرها من الممارسات المرتبطة بها في 16 ولاية في فترة أقل من ست سنوات بعد أن بدأت الشركة في التوسع في جميع أنحاء الولايات المتحدة.

### بعد دي روز
في عام 2006، باعت عائلة دي روز حصتها في مراكز ابتسامات صغيرة. في سبتمبر وأكتوبر 2006، تم الاستحواذ على أصول فوربا لإدارة الأسنان المعروفة أيضًا باسم فوبرا، LLC من عائلة دي روز من قِبَل مجموعة من المستثمرين بقيادة مجموعة كارلايل، بنك أركابيتا، واستراتيجيات رأس المال الأمريكية. تم إنشاء سانس هولدينج، LLC لشراء أصول فوبرا، LLC. أصبحت سانس هولدينج فيما بعد شركة سمول سمايلز هولدينج، LLC. تم الإبلاغ عن سعر البيع ليكون 435 مليون دولار. تم فتح خط ائتمان متجدد من قبل مجموعة CIT. وفي سبتمبر 2006، انتقلت العملية إلى ناشفيل بولاية تينيسي.
بعد تغيير الملكية في عام 2006، تعهدت مراكز الابتسامات الصغيرة وعياداتها المختلفة بالامتثال للمعايير المحددة في إرشادات الرعاية الصحية الحكومية والفيدرالية، بالإضافة إلى إرشادات من الأكاديمية الأمريكية لطب أسنان الأطفال. تم إنشاء المجلس الاستشاري لطب الأسنان في عام 2007 لمساعدة كبير مسؤولي طب الأسنان ستيفن أدير في تلبية معايير جودة الرعاية.
في عام 2007، صورت المراسلة روبرتا باسكن من WJLA-TV في واشنطن العاصمة وطاقمها حفل الافتتاح والعمليات في عيادة ابتسامات صغيرة افتتحت حديثًا في لانجلي بارك، ماريلاند. قام طاقمها بتصوير فيديو لأطفال يصرخون، مقيدين بألواح بابوز، بينما كان الفنيون يؤدون أعمال طب الأسنان. قامت بتصوير طبيب الأسنان الرئيسي وهو يناقش أهداف الإنتاج ويذكر أن أطباء الأسنان في عيادته يقومون بإجراء العديد من قنوات جذر الأطفال يوميًا. كَشفت المُقابلات مع العديد من الموظفين السابقين الذين استقالوا أو طُردوا من العمل بعد التحدث علنًا ضد ممارسات الشركة عن انتهاكات أخرى، بما في ذلك قيام طاقم طب الأسنان بإجراء الأشعة السينية على الأطفال على الرغم من أنهم غير معتمدين للقيام بذلك. أدى الفيلم والتقرير الاستقصائي الذي تم بثه على التلفزيون إلى فتح إجراءات قانونية. أثار هذا محطات أخرى في جميع أنحاء الولايات المتحدة للتحقيق في مواقع الابتسامات الصغيرة في المنطقة.
في أبريل 2008، استقر مايكل أ.ديروز وليتيتيا إل بالانس مع الولايات المتحدة وكارولينا الشمالية لحل مزاعم قانون المطالبات الكاذبة بأن مركز طب الأسنان الطبي (MDC)، المعروف سابقًا باسم سمايل ستارترز ومركز كارولينا لطب الاسنان، زائف أو احتيالي في مطالبات ميديكيد. وافقت MDC على دفع 10.050.000 دولار أمريكي وعدم الاعتراض على أن أطباء أسنانهم أجروا عمليات لب الأسنان غير المبررة ووضعوا تيجانًا من الفولاذ المقاوم للصدأ.
بدأت امرأة من كنتاكي تدعى ديبي هاجان مدونة، «طبيب الأسنان الخطر»، التي تنتقد استخدام ألواح البابوز في مراكز الابتسامات الصغيرة. تضمنت مدونتها قوائم بالوثائق، حسابات وسائل الإعلام، تقارير أخرى وأبحاث هاجان. استخدم الصحفيون مدونة هاجان للبحث في هذه القضية. اتصلت سلطات ولاية نيويورك بهاجان كجزء من تحقيقها في مراكز الابتسامات الصغيرة. في 14 نوفمبر 2008، رفعت شركة فوبرا هولدينجز، LLC دعوى قضائية ضد هاجان، بدعوى انتهاك حقوق النشر. تم رفض الدعوى في 16 أبريل / نيسان 2009، بناء على طلب فوربا.
في 28 سبتمبر 2009، رفعت فوبرا هولدينجز، LLC دعوى قضائية ضد مالكي الشركة السابقين، بدعوى خرق العقد. في 26 فبراير 2010، رُفضت القضية مع التحيز، ودفع كل طرف الرسوم القانونية الخاصة به.
في يناير 2010، قامت وزارة العدل الأمريكية بتسوية مزاعم قانون المطالبات الكاذبة ضد فوبرا هولدينجز، LLC. بموجب التسوية، سيدفع فوبرا 24 مليون دولار بالإضافة إلى الفوائد للولايات المتحدة وعدة ولايات. حُفِّزَ للتحقيق من خلال ثلاث دعاوى قضائية أقامها موظفون سابقون في ماريلاند وفرجينيا وكارولينا الجنوبية في أواخر عام 2007 وأوائل عام 2008. وجدت وزارة العدل الأمريكية أن فوبرا كانت مسؤولة عن:
... التسبب في تقديم مطالبات للتعويض عن مجموعة واسعة من خدمات طب الأسنان المقدمة للأطفال ذوي الدخل المنخفض والتي كانت إما غير ضرورية من الناحية الطبية أو تم إجراؤها بطريقة لا تفي بمعايير الرعاية المعترف بها مهنيًا. تضمنت هذه الخدمات إجراء عمليات استئصال اللب (قنوات جذر الطفل)، وضع التيجان، إدارة التخدير (بما في ذلك أكسيد النيتروز)، إجراء عمليات الاستخراج، توفير الحشوات و/ أو المواد المانعة للتسرب... قال تيموثي جيه هيفي، المدعي العام الأمريكي لمنطقة غرب فيرجينيا «لقد عُرّضت صحة وسلامة الأطفال الأبرياء للخطر وخدعت دافعي الضرائب بملايين الدولارات. وتعالج تسوية اليوم هذه الأعمال الفظيعة وترسل رسالة واضحة مفادها أن هذه الإدارة ستعالج احتيال ميديكيد على وجه السرعة.»
وبموجب الاتفاقية، أبرمتفوبرا اتفاقية نزاهة مؤسسية مع مكتب المفتش العام في وزارة الصحة والخدمات الإنسانية. تستمر التحقيقات مع أطباء الأسنان الأفراد بالتعاون مع الشركة.
ردًا على ذلك، نشر رئيس مجلس إدارة الشركة ومديرها التنفيذي مايكل ليندلي بيانًا على موقع الشركة على الإنترنت جاء فيه «... دخلنا في التسوية لتجنب التأخير وعدم اليقين والإزعاج ونفقات التقاضي، ولم نعترف بأي مسؤولية». قالت هاجان أنها كانت سعيدة لأن التسوية تسببت في خسارة مالية لشركة ابتسامات صغيرة. وقالت إن هذا لم يكن كافيًا لأنه كان يجب أيضًا أن يكون الأشخاص المتورطون قد تلقوا أحكامًا بالسجن ولأن الضحايا أنفسهم يحتاجون إلى تعويض مالي.
في 25 يناير 2010، بعد أيام فقط من إعلان التسوية، رُفعت دعوى جماعية في المحكمة الجزئية الأمريكية للمنطقة الشمالية من ولاية أوهايو.
تعمل حاليًا بموجب اتفاقية تكامل مؤسسية مع وزارة الصحة والخدمات الإنسانية الأمريكية، تواصل شبكة مراكز طب الأسنان المرتبطة في شارع الكنيسة خدمة الأسر ذات الدخل المنخفض، وبدأت مؤخرًا في فتح عيادات جديدة وتضم خدمات جديدة مثل تقويم الأسنان ورعاية البالغين.
في فبراير 2012، تقدمت الشركة بطلب الحماية من الإفلاس بموجب الفصل 11.
اعتبارًا من ديسمبر 2012، عالجت مراكز ابتسامات صغيرة حوالي 500000 طفل كل عام. في ديسمبر 2012، كشفت أخبار NBC أنها حققت في 63 عيادة ابتسامات صغيرة على مدار فترة ثلاث سنوات سابقة واكتشفت اتهامات مستمرة من موظفين سابقين وأولياء أمور ومحققين حكوميين بأن العيادات كانت تؤدي إجراءات أقل من المعتاد وغير ضرورية على الأطفال. قال تشاك جراسلي، عضو مجلس الشيوخ الأمريكي، إن الشركة كانت تخدع دافعي الضرائب وتتسبب في انتهاكات للأطفال من أجل تحقيق إيرادات. قال ديفيد ويلسون، الرئيس التنفيذي في بيان إن «المرضى هم محور كل ما نقوم به في CSHM. تدعم CSHM LLC مراكز طب الأسنان التابعة لنا حتى يتمكنوا من الاستمرار في توفير الوصول إلى رعاية أسنان عالية الجودة.»
بعد أن بدأت قناة أكشن نيوز4 WTAE-TV تحقيقًا حول مراكز الابتسامات الصغيرة، قدم مجلس الشيوخ الأمريكي تقريرًا يقول إن أموال دافعي الضرائب قد ضاعت في مراكز الابتسامات الصغيرة وأوصى بإنهاء وصولها إلى ميديكيد. واتهم التقرير مراكز الابتسامات الصغيرة بإجراء أعمال أسنان غير ضرورية وتنفيذ الإجراءات بسرعة كبيرة. أعد التقرير المؤلف من 1500 صفحة غراسلي وماكس بوكوس. نصح هذا التقرير من الحزبين لمجلس الشيوخ الأمريكي مراكز الابتسامات الصغيرة لطب الأسنان من كونها مزود ميديكيد. صرحت شركة CSHM LLC «أننا لا نعتقد أن هذا التقرير يعكس بشكل كاف العمليات الحالية لشركة CSHM LLC (CSHM أو الشركة).»
في عام 2014، أعلن مكتب المفتش العام أن شركة CSHM لن يُسمح لها بعد الآن باستخدام برنامج ميديكيد، ميديكير والبرامج الصحية الأخرى للحكومة الفيدرالية. قدمت CSHM ،LLC ملف إفلاس من الفصل السابع في 5 فبراير 2015."

## الحكم
من بين أعضاء المجلس الاستشاري لطب أسنان الأطفال في فوبرا: بول كاساماسيمو، رئيس قسم طب أسنان الأطفال في جامعة ولاية أوهايو ورئيس طب الأسنان في مستشفى الأطفال الوطني.جو بيرنات، رئيس قسم طب الأطفال وطب أسنان المجتمع في كلية طب الأسنان بجامعة ولاية نيويورك - بوفالو، آرثر نواك أستاذ فخري في كليتي طب الأسنان والطب بجامعة آيوا، وأنوباما تيت مدير طب أسنان الأطفال في المركز الطبي الوطني للأطفال في واشنطن العاصمة.